# آنوفکا (شهرستان زیلایرسکی، باشقیرستان)
آنوفکا (انگلیسی: Annovka, Zilairsky District, Republic of Bashkortostan) یک شهرک در شهرستان زیلایرسکی استان باشقیرستان کشور روسیه است.